# Andrzej Sobota
Andrzej Sobota – polski biolog, profesor nauk biologicznych, pracownik naukowy Instytutu Biologii Doświadczalnej im. Marcelego Nenckiego Polskiej Akademii Nauk.

## Życiorys
W 1996 r. uzyskał tytuł profesora nauk biologicznych. Był zatrudniony w Instytucie Biologii Doświadczalnej im. Marcelego Nenckiego Polskiej Akademii Nauk.